# Mur entre Gaza i Israel
El mur entre Gaza i Israel és una barrera fronterera situada al costat israelià de la frontera entre Gaza i Israel construïda per l'estat hebreu a fi de confinar i aïllar bona part de la població de Palestina fora de l'actual territori israelià, del qual va ser expulsada a partir de la Nakba el 1948. El pas d'Erez, al nord de la Franja de Gaza, és l'únic punt de pas de persones i mercaderies que arriben d'Israel a Gaza. Hi ha un segon punt de pas a la barrera, anomenat pas fronterer de Kérem Xalom, que és exclusiu per al pas de mercaderies procedents d'Egipte, ja que Israel no permet que les mercaderies entrin directament d'Egipte a Gaza a través de la frontera entre Egipte i Gaza.
Una tanca al llarg de la frontera va ser construïda per primera vegada per Israel el 1994 com a barrera de seguretat. Des de llavors s'ha reconstruït i millorat. Va ser construït per Israel per controlar el moviment de persones i mercaderies entre la Franja de Gaza i Israel, cosa que no va poder aconseguir mitjançant els passos fronterers normals.
També hi ha un pas al llarg de la frontera entre Egipte i Gaza, el pas de Rafah, encara que es limita al pas de persones. Segons la demanda d'Israel, qualsevol càrrega o mercaderia que hagi d'entrar a Gaza ha de passar per Israel, normalment pel pas fronterer de Kérem Xalom.

## Antecedents polítics
El 1993, Israel i l'Organització per l'Alliberament de Palestina van signar els Acords d'Oslo que establien l'Autoritat Palestina amb un control administratiu limitat de Cisjordània i la Franja de Gaza. D'acord amb els Acords, Israel continua mantenint el control de l'espai aeri de la Franja de Gaza, les fronteres terrestres (a excepció de la frontera de Gaza amb Egipte, abandonada per Israel el 2005) i les aigües territorials.
El 2005, Israel va retirar unilateralment les seves tropes de la Franja de Gaza, juntament amb milers de colons israelians. Així, Israel afirma haver acabat amb l'ocupació. No obstant això, aquesta afirmació ha estat impugnada sobre la base que Israel continua exercint el control sobre les aigües territorials i l'espai aeri de Gaza, malgrat que Gaza no forma part d'Israel i els habitants de Gaza no tenen passaports israelians.

## Estructura del mur
Israel va començar la construcció dels primers 60 quilòmetres d'una llarga barrera al llarg de la seva frontera amb la Franja de Gaza el 1994. A l' Acord provisional de 1994 sobre Cisjordània i la Franja de Gaza, es va acordar que "la tanca de seguretat erigida per Israel al voltant de la Franja de Gaza es mantindrà al seu lloc i que la línia demarcada per la tanca, tal com es mostra al mapa, tindrà autoritat exclusivament de cara als efectes de l'Acord" (és a dir, la barrera no constitueix necessàriament la frontera). La barrera inicial es va completar l'any 1996.

Abans de la desvinculació del 2005, l'exèrcit israelià mantenia una zona d'amortiment d'un quilòmetre dins de Gaza al llarg del mur fronterer que impedia que els militants s'apropessin a la frontera, de vegades amb trets. Després de la retirada de les FDI, els palestins van arribar fàcilment a la frontera. Per tant, Israel va llançar la construcció del sistema de seguretat millorat al llarg de la frontera de Gaza, amb un cost estimat de 220 milions de dòlars i que s'acabaria a mitjans de 2006. Inclou un mur de 7 metres amb sensors, metralladores de control remot i filferro de pues a les tres zones on la frontera passa al costat dels assentaments israelians. Es va compensar la terra presa als kibutz corresponents, amb algunes polèmiques.

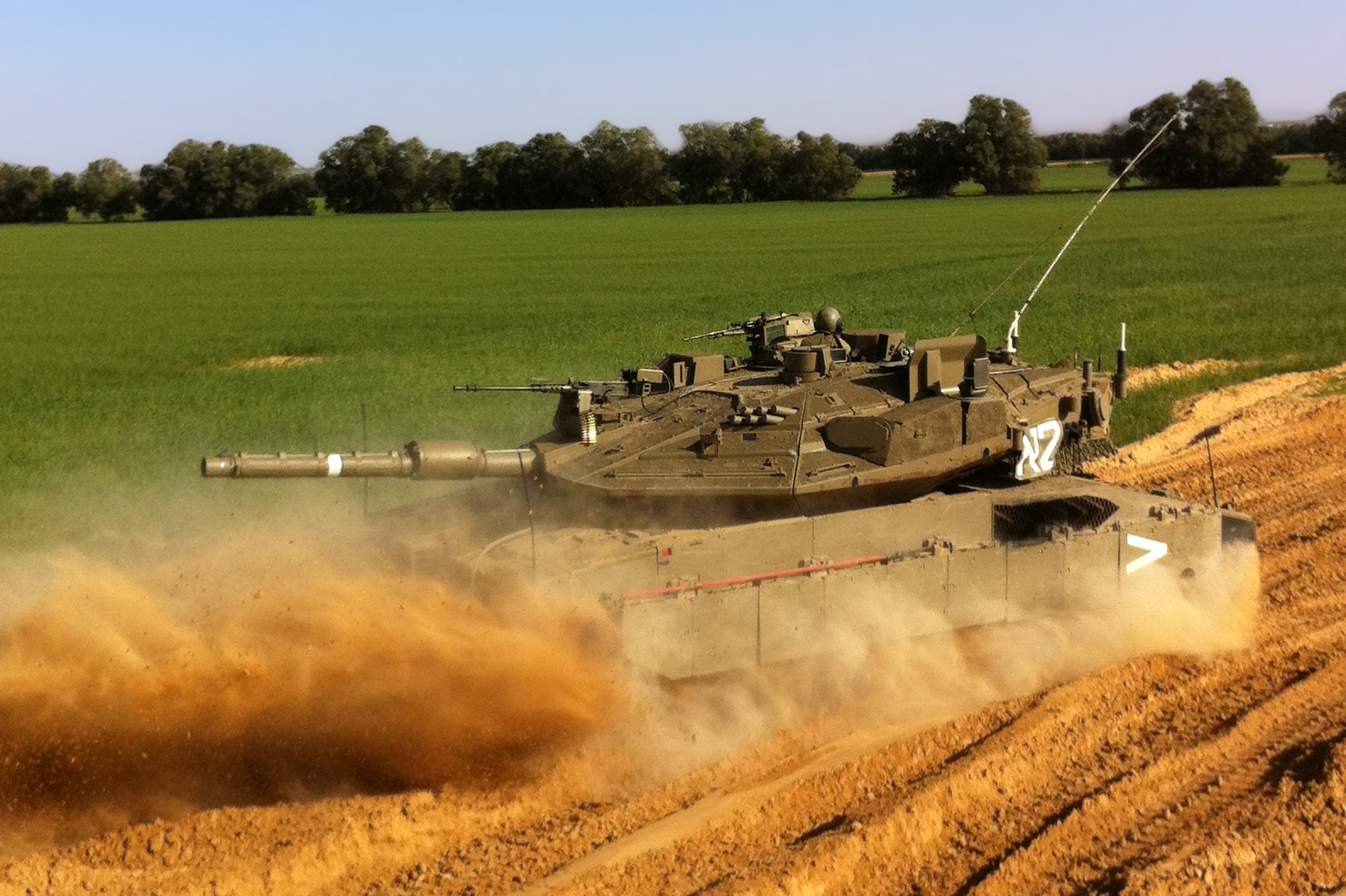
El tanc Merkava Mark IV patrulla la frontera de Gaza (febrer del 2012)

En general, la primera barrera és una tanca de filferro de pues sense sensors. La segona barrera amb el nom en clau Hoovers A es troba a 20 metres i consta d'una carretera i una tanca amb sensors. Aquests existien abans del 2005. Un nou element és una zona d'amortiment de 70-150 metres d'amplada amb el nom en codi Hoovers B amb sensors de moviment a terra i envoltada per una nova tanca equipada amb sensors amb torres de vigilància cada 2 quilòmetres, equipades amb metralladores de control remot en comptes de soldats, que podria ser objectius dels franctiradors palestins. La barrera es vigila tant des de l'aire com a terra.
El desembre del 2021, l'estat israelià va completar la construcció del mur que el separa de Gaza, de 65 quilòmetres de llargària, confinant així dos milions de persones en un territori més petit (360 km²) que l'illa d'Eivissa.

## Resposta de Gaza
La barrera s'ha trobat amb l'oposició i protestes d'e bona part de la població de Gaza.
La barrera va ser en gran part enderrocada pels palestins a l'inici de la Intifada d'Al-Aqsa el setembre de 2000, seguit de molts atacs. La barrera es va reconstruir entre desembre de 2000 i juny de 2001. Es va afegir una zona d'amortiment d'un quilòmetre, a més de nous llocs d'observació d'alta tecnologia. Els soldats també van rebre noves regles d'enfrontament, que, segons Ha'aretz, permeten als soldats disparar contra qualsevol persona que es veu arrossegar-se allà de nit il·legalment cap al territori israelià. Els palestins que intentaven creuar la barrera cap a Israel furtivament han estat assassinats a trets.
La barrera ha estat eficaç per evitar que terroristes i terroristes suïcides entrin a Israel des de Gaza. Des de 1996, pràcticament tots els terroristes suïcides que intentaven sortir de Gaza han detonat les seves càrregues als punts de pas de la barrera i han estat aturats mentre intentaven creuar la barrera en un altre lloc. De 1994 a 2004, un terrorista suïcida originari de la Franja de Gaza va dur a terme amb èxit un atac a Israel (l'atemptat del 14 de març de 2004 a Ashdod).
L'eficàcia de la barrera va provocar un canvi en les tàctiques dels militants palestins que van començar a disparar coets Qassam i morters sobre la barrera.
El 27 de desembre de 2008, Israel va llançar la Guerra de Gaza, consistent en atacs aeris i incursions terrestres contra objectius a la Franja de Gaza, amb l'objectiu declarat d'aturar el llançament de coets i el contraban d'armes al territori. La guerra va acabar el 18 de gener de 2009, quan ambdues parts van cessar l'acció militar. Israel va completar la seva retirada el 21 de gener, i des de llavors s'han disparat milers de coets i morters des de la Franja de Gaza.

### Suport a un mur similar entre Egipte i Gaza
El president de l'Autoritat Palestina, Mahmoud Abbas, va declarar el seu suport a la barrera Egipte-Gaza, i va afegir: "És el dret sobirà dels egipcis al seu propi país. Els subministraments legítims s'han de portar a través dels passos legals", tot i que no va fer cap comentari sobre els drets sobirans d'Israel. Els Estats Units van anunciar el seu suport al mur entre Egipte i Gaza dient que impediria el contraban d'armes. La principal universitat d'Al-Azhar del Caire va donar suport oficialment a la decisió del govern d'establir una barrera Egipte-Gaza dient que era "el dret de l'estat a construir al llarg dels seus murs instal·lacions i obstacles que milloraran la seva seguretat".

### Túnels sota el mur

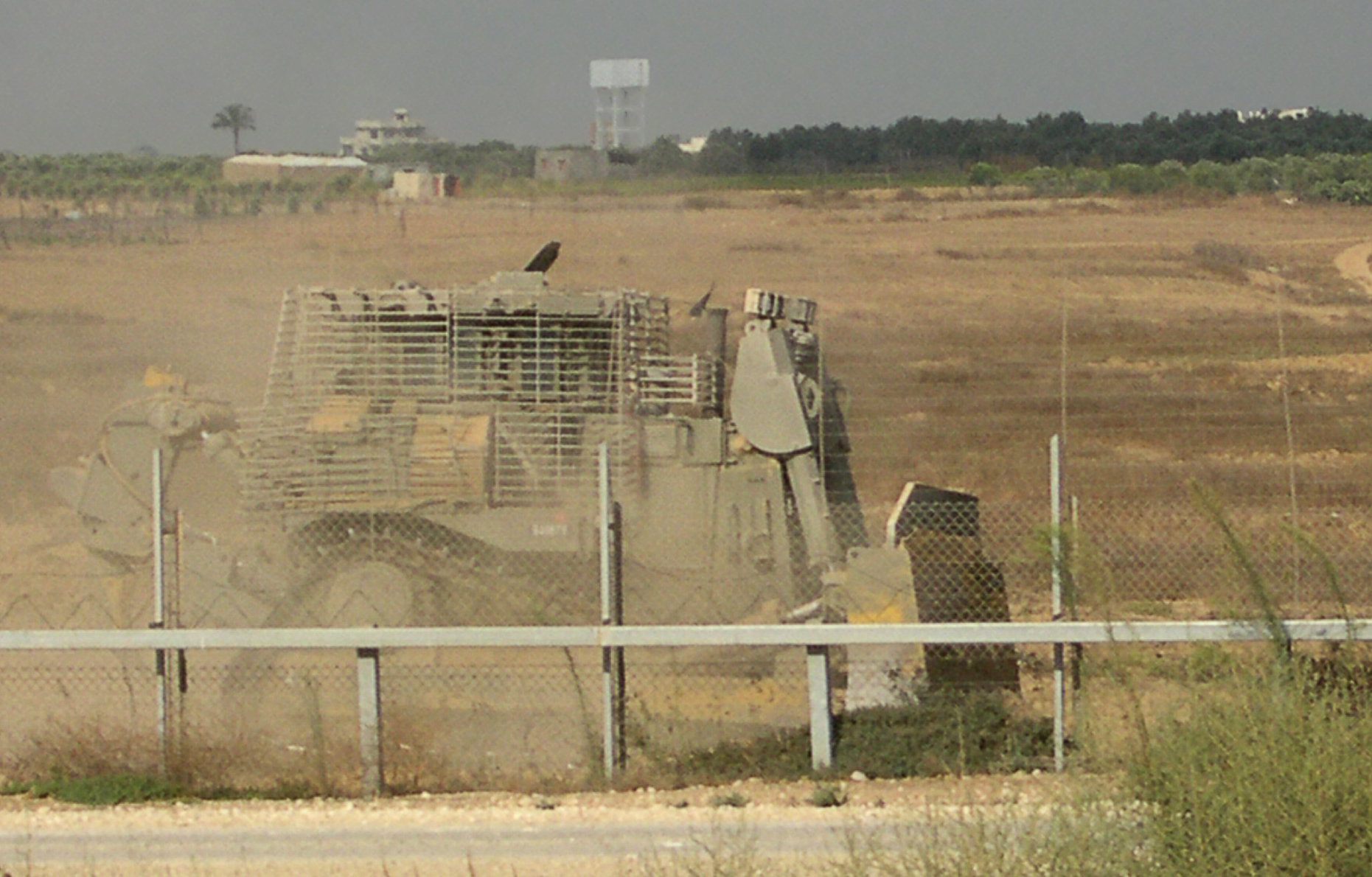
Bulldozer blindat Caterpillar D9R de les FDI treballant al costat palestí del mur entre Israel i Gaza per exposar artefactes explosius

A causa de l'eficàcia de la barrera per aturar la infiltració d'Israel per part dels militants, van adoptar una estratègia d'excavació de túnels sota la barrera. El 25 de juny de 2006, els palestins van utilitzar un túnel de 800 metres excavat durant un període de mesos per infiltrar-se a Israel. Van atacar una unitat blindada israeliana que patrullava, van matar dos soldats israelians i en van capturar un altre, Gilad Shalit.
Entre gener i octubre de 2013, es van identificar altres tres túnels, dos dels quals estaven plens d'explosius. El descobriment de túnels construïts de manera similar a altres parts del món ha donat lloc a estimacions actualitzades d'avaluació de l'amenaça.
Durant la guerra de Gaza de 2014, Israel es va trobar amb militants de Hamàs que van sortir dels túnels cap a Israel i van atacar soldats al llarg de la frontera. Després de la guerra, Israel va localitzar i destruir 32 túnels. El 2018, Israel va destruir tres nous túnels.

### Barrera antitúnel subterrània
Com a resposta a la gran quantitat de túnels que s'estaven excavant, que només podien ser útils per a la infiltració dels militants, a mitjans de 2017, Israel va començar la construcció d'un mur fronterer subterrani de diversos metres de profunditat al llarg dels 40 km de longitud de la frontera. El mur està equipat amb sensors que poden detectar la construcció del túnel. El mur es troba íntegrament en terra israeliana.
L'octubre de 2020, els sensors de l'estructura subterrània van identificar un túnel de Hamàs. Un oficial militar israelià va qualificar-lo com "El túnel més important que hem vist fins ara, tant pel que fa a la profunditat com a la infraestructura".
La barrera antitúnel es va completar el març de 2021.

## Punts d'encreuament
Des del 2011, només hi ha dos punts de pas a la frontera entre Israel i Gaza: el pas nord d'Erez, per al trànsit de persones i mercaderies procedents d'Israel, i el pas fronterer de Kerem Shalom oriental, per al de mercaderies procedents d'Egipte, perquè Israel no permet que les mercaderies entrin directament des d'Egipte a Gaza a través de la frontera entre Egipte i Gaza.
Els punts de pas anteriors entre Israel i Gaza van ser el pas de Sufa, tancat permanentment per Israel el 2008, i el pas de Karni, tancat permanentment per Israel el 2011.
Des de la perspectiva palestina, els encreuaments són crucials per a l'economia de la Franja de Gaza i per a les necessitats diàries de la població. El negociador en cap de l'Autoritat Palestina, Saeb Erekat, va analitzar els tancaments dels passos i va dir que "han demostrat ser contraproduents".

### Travessia d'Erez

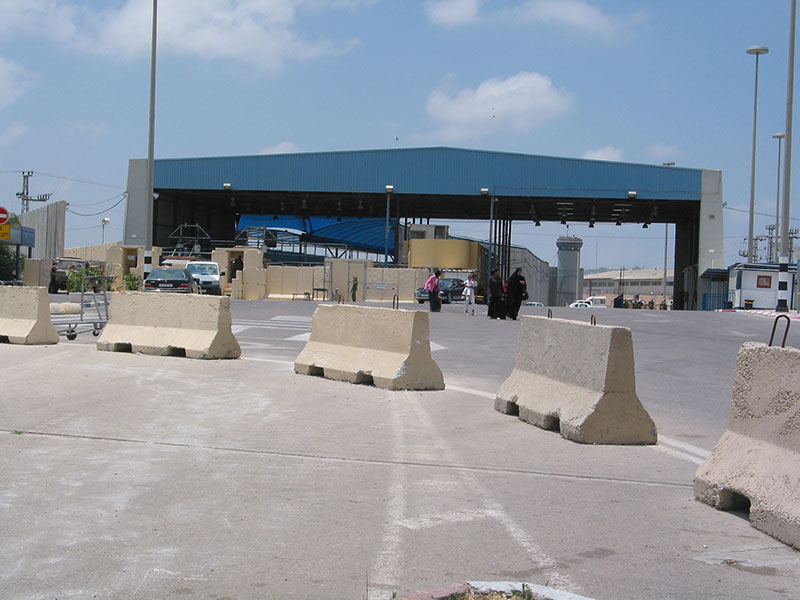
Travessia d'Erez

El pas d'Erez és un pas de vianants i de càrrega cap a Israel, situat al nord de Gaza. Actualment, la travessa està restringida als residents palestins sota la jurisdicció de l'Autoritat Palestina i només a nacionals egipcis o funcionaris d'ajuda internacional, i està tancada als turistes. Els palestins que tinguin un permís per treballar a Israel o aquells amb permisos que els permetin rebre tractament mèdic gratuït o visitar els familiars propers que es troben a les presons poden utilitzar aquest pas quan estigui obert per als vianants.
Tot i que 5.000 palestins poden utilitzar el pas d'Erez per anar als seus llocs de treball dins d'Israel, les autoritats israelianes el tancaven sovint, cosa que impedia la seva capacitat per anar a la feina. A més, els permisos expedits no sempre han estat respectats pels soldats, que en alguns casos els van requisar al pas.

### Cruïlla de Kérem Xalom
El pas fronterer de Kérem Xalom és un pas fronterer a la Franja de Gaza – frontera d'Israel, gestionat per l'Autoritat d'aeroports d'Israel, utilitzat per camions que transporten mercaderies des d'Israel o Egipte fins a la Franja de Gaza.